# 竹田母親殺害事件
竹田母親殺害事件とは、2010年（平成22年）に大分県竹田市の自宅で男が母親を殺害した事件。裁判員裁判で一審の有罪判決を破棄して全面無罪判決を言い渡し、確定した初めての事件である。

## 概要
2010年（平成22年）1月27日、当時大分県竹田市竹田の自宅に引きこもり状態だった男（当時49歳）が同居していた母親（当時78歳）を首や胸などを金属製の缶切りや箸で何度も突き刺して殺害する事件が発生した。当時、男は慢性の統合失調症を患っていたが、検察は精神鑑定の結果責任能力があると判断。殺人罪で起訴した。

## 裁判経過
裁判では事実関係は争われず、当時の被告に責任能力があったのかどうかが争われた。引きこもり生活への葛藤や不満が蓄積したことが動機で心神耗弱状態ではあったが責任能力があったと検察側は主張したが、弁護側は事件当時は被告は心神喪失だったとして無罪を主張していた。
2011年（平成23年）2月2日、大分地方裁判所（西崎健児裁判長）は懲役3年、保護観察付き執行猶予5年（求刑・懲役6年）の判決を言い渡した。判決では「統合失調症を患い、心神耗弱状態にあったが、犯行時の行動は合理的で、自身を全く制御できなかったとはいえない」とした。弁護側はこの判決を不服として控訴した。
2011年（平成23年）10月18日、福岡高裁（川口宰護裁判長）は「犯行当時は心神耗弱だったとして被告人に限定的な責任能力を認めた原審には事実誤認がある」として逆転無罪判決を言い渡した。判決では事件当時の男は重症の統合失調症だったと認定した上で「犯行を思い立った動機には脈絡がなく、理解できない。約1時間にわたり、通常なら用いることを想定しがたい缶切りや金属製のはしで、執拗に攻撃を加えている犯行態様は奇妙で、犯行を思いとどまる選択肢はなかった」と指摘。動機についても疑問を指摘して限定的に責任能力を認めた一審判決を破棄して責任能力がなかったとした。
最高検によると裁判員裁判で一審の有罪判決を破棄して全面無罪判決とするのは初。福岡高検は「適切な上告理由を見いだすのは困難」として上告を断念したため、11月2日に無罪が確定した。